# 류스페이

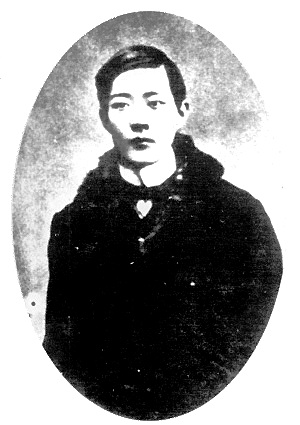
류스페이

류스페이(중국어 간체자: 刘师培, 정체자: 劉師培, 병음: Liú Shīpéi, 1884년 6월 24일 ~ 1919년 11월 20일)는 중국 청나라 말기부터 중화민국 초기까지 활동한 혁명가, 유학자, 교육자, 정치인이다. 자는 신숙(申叔), 호는 좌암(左盦)이다. 중국의 대표적인 민족주의자 및 아나키스트로 알려져있다.

## 생애
강소성(江蘇省) 의징(儀徵) 출신이며, 1902년 과거(科擧) 시험을 치뤘으나 최종 합격에는 실패하였다. 이후 상해(上海)로 이동해 장빙린(章炳麟)과 만난 뒤 학문 등을 교류했으며, 이름을 광한(光漢)으로 변경하였다. 그 뒤 1904년 상해의 신문 『경종보(警鐘報)』에서 삼민주의(三民主義)를 선전하다 정부의 탄압을 받아 일본으로 망명했으며, 1905년 『국수학보(國粹學報)』가 창간하자 편집을 맡아 고문경학(古文經學)을 칭송하는 한편 '국수(國粹)'를 강조하며 국수주의 운동을 벌였다.
이후 일본 망명 기간 도중 아나키즘에 공명하였으며, 파리에서 활동하고 있던 우즈후이(吳稚暉)와 함께 중국의 대표적인 아나키스트 이론가로 명성을 쌓았다. 그 뒤 1909년 귀국해 단방(端方)을 따랐으며, 1911년 신해혁명 당시 단방이 사망하자 성도(成都)로 도주해 성도국학원의 교사로 재직하였다. 이후 1915년 옌시산(閻錫山)의 추천으로 위안스카이(袁世凱)의 참정원(參政院)에 참여하였으며, 『중국학보(中國學報)』를 창간하여 제제운동(帝制運動)을 홍보하였다. 그 뒤 위안스카이가 사망하자 천진(天津)으로 이주했으며, 1917년 차이위안페이(蔡元培)의 추천으로 베이징 대학의 교수가 되었다. 이후 1919년 결핵으로 인해 36세의 나이로 세상을 떠났다.
또한 생전 『황제기년론(黃帝紀年論)』을 집필하며 황제(黃帝)가 즉위한 연도를 기년(紀年)으로 삼아야 한다는 주장을 펼치기도 했으며, 돈황(敦煌)에서 발견된 당사본(唐寫本)의 요약본을 저술하는 등 돈황학(敦煌學) 분야에도 관심을 보였다.

## 같이 보기
- 신문화운동